# Szebeny Antal
Szebeny Antal (Budapest, 1886. április 6. – Budapest, 1936. június 18.) magyar orvos, olimpikon, evezős.

## Családja
Szebeny Antal és Csik Ludmilla gyermeke. 1919. június 1-jén Budapesten, az I. kerületben házasságot kötött Muraközy Klárával, Muraközy Endre és Farkas Margit lányával.

## Pályafutása
A Pannónia Evezős Klub sportolójaként, majd a Hungária Evezős Egylet MTK sportolójaként versenyzett. A testvér négyes, a legidősebb Antal, az ikrek Miklós és György, valamint a legfiatalabb István a magyar evezős sport emlékezetes sportolói.

### Európa-bajnokság
1910-ben a kormányos nyolcevezős (Bányai Béla, Szebeny György, Szebeny Antal, Szebeny Miklós, Jesze Kálmán, Hautzinger Sándor, Éder Róbert, Kirchknop Ferenc, kormányos: Koch Károly) versenyszámban - bronzérmes

### Olimpiai játékok
Az 1908. évi nyári olimpiai játékok kormányos nyolcevezős versenyszámban, Pannónia csapattársaival (Éder Róbert, Haraszthy Lajos, Hautzinger Sándor, dr. Kirchknopf Ferenc, Kleckner Sándor, Szebeny Antal, Várady Jenő, Wampetich Imre vezérevezős és Vaskó Kálmán, kormányos) az 5. helyen végzett.
Az 1912. évi nyári olimpiai játékok kormányos nyolcevezős versenyszámban, a Hungária Evezős Egylet csapattársaival (Szebeny István vezér evezős, Baján Artúr, Manno Miltiades, Jeney István, Gráf Lajos, Szebeny Miklós, Szebeny György, Vaskó Kálmán kormányos) a 7. helyen végzett.